# Burg Limberg
Die Burg Limberg ist die Ruine einer Höhenburg auf dem 190 Meter hohen Limberg (Wiehengebirge) bei dem Ortsteil Börninghausen der Stadt Preußisch Oldendorf im ostwestfälischen Kreis Minden-Lübbecke in Nordrhein-Westfalen.

## Geschichte
Die Burg wurde im 13. Jahrhundert an der Grenze der Bistümer Minden und Osnabrück wahrscheinlich vom Bischof von Minden an strategisch günstiger Stelle errichtet. Doch schon zuvor soll an der Stelle eine Burg oder Wehranlage gestanden haben, in der sich auch Herzog Widukind aufgehalten hat. Die Burg ging etwa um 1300 in den Besitz der Grafen von Ravensberg als Lehen über und wurde von diesen ausgebaut. 1319 wurde die Burg erstmals urkundlich erwähnt. Mit dem Tod des letzten Grafen von Ravensberg Bernhard 1346 fiel der Limberg mit der Grafschaft Ravensberg an den späteren Herzog von Jülich und Berg. 1554 wird die Burg Limberg durch einen Brand beschädigt, aber wieder hergestellt. In der Folge des Jülich-Klevischen Erbfolgestreits wurde die Burg im Vertrag von Xanten von 1614 dem Kurfürsten von Brandenburg zugeteilt, der sie – nachdem sie im Dreißigjährigen Krieg vom Pfalzgrafen von Neuburg für einige Jahre erobert wurde – 1647 von einer kleinen Mannschaft besetzen ließ. Im Dreißigjährigen Krieg sollte ab 1623 eigentlich eine dreißig Mann starke Truppe die Unversehrtheit der Burg garantieren, die aber zur Belagerung nach Lippstadt abkommandiert wurde, so dass dem Pfalzgrafen von Neuburg die Eroberung nicht schwerfiel. Im Jahre 1662 wurde die Besatzung der Burg in Stärke von zwanzig Mann auf die Sparrenburg verlegt, somit endete die Geschichte der Burg als militärischer Stationierungsort. Unabhängig von der jeweiligen Oberhoheit waren auf der Burg jedoch stets verschiedene Pfandherren, Amtmänner oder Droste eingesetzt. Mit dem Ende des 17. Jahrhunderts verfiel die Burg zunehmend und war für militärische Zwecke kaum noch zu gebrauchen. Im Jahre 1695 wurde in einem Rescript des Kurfürsten Friedrich III. an die ravensbergische Amtskammer befürwortet, dass das Haus Limberg, welches wegen Baufälligkeit niemand mehr bewohnen könne, zu demolieren sei. Im Wortlaut hieß es, dass das Haus Limberg, „welches wegen Baufälligkeit niemand mehr bewohnen könne, zu demolieren sei, das dem publiko und dem Lande nicht von geringstem Nutzen, weil solches an keinem Passe gelegen, hingegen bei Kriegszeiten dem Feinde nur zum Raubneste dienen könne.“ Bis 1805 diente der Turm noch als Gefängnis, 1832 schließlich wurde die Anlage verkauft. In den 1980er-Jahren gründete sich ein Verein zur Erhaltung der Burgruine.

## Beschreibung
Der quadratische zwölf Meter hohe Bergfried (Wohnturm) mit zwölf Meter Seitenlänge wurde um 1989 restauriert und kann besichtigt werden. Ansonsten sind noch einige Wallanlagen, Mauerreste des Palas und Teile der Ringmauer sowie der Burggraben erhalten. Sehenswert ist auch die an der Burg stehende, 600 Jahre alte „Gogerichtslinde“, die vormals als Gerichtsort diente.

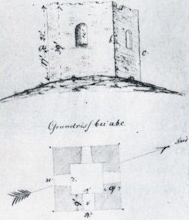
Handskizze der Ruine von 1850
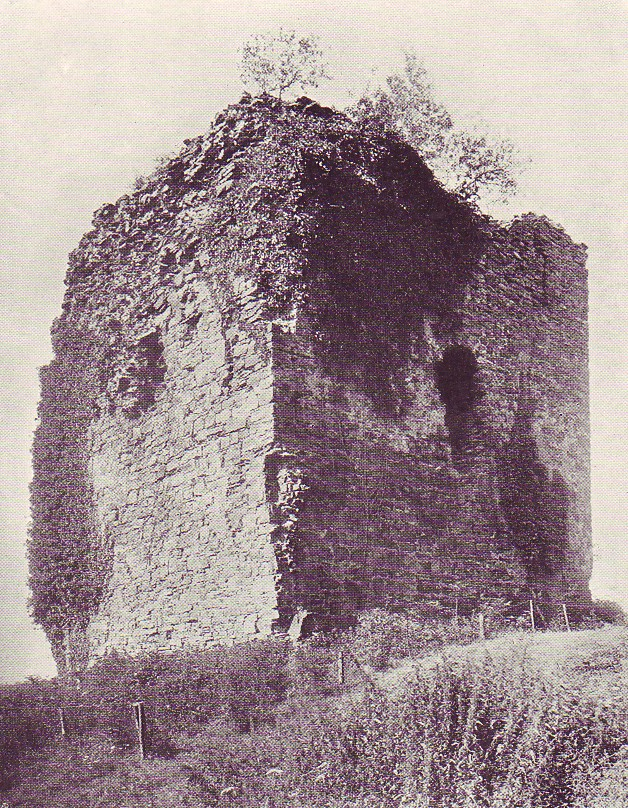
Die Ruine 1905
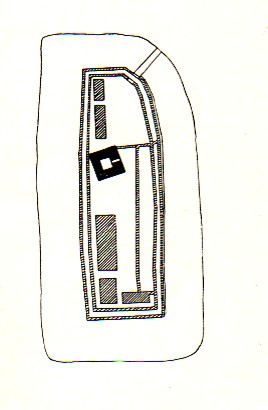
Grundriss der Burg Limberg 1907
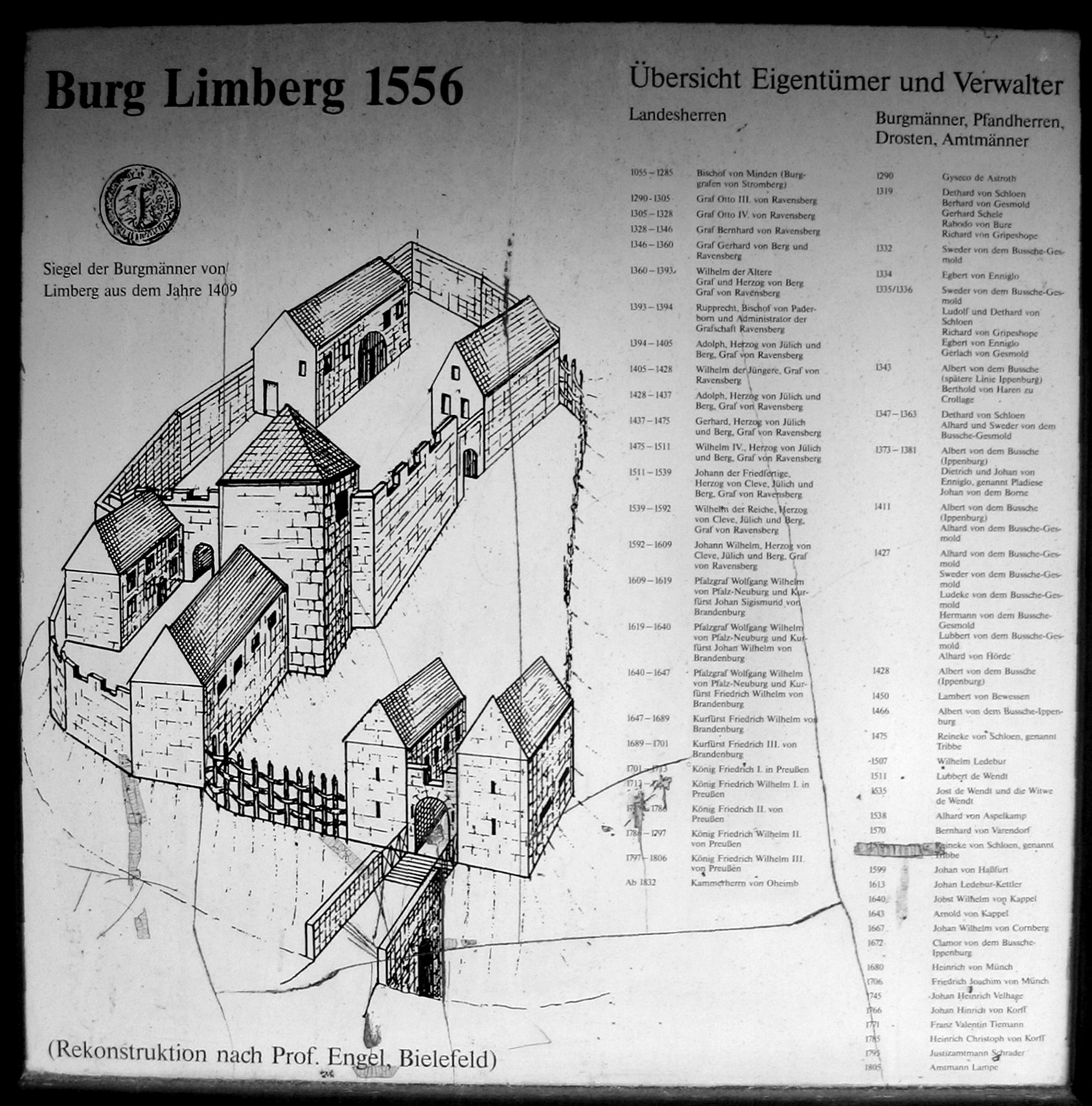
Besitzer der Burg Limberg

## Wanderwege
An der Burg Limberg endet der Sachsenweg, ein 41 Kilometer langer Fernwanderweg, der von der Burg Ravensberg bei Borgholzhausen im Kreis Gütersloh herführt und durch die Mitglieder des Teutoburger-Wald-Vereins betreut wird. – Der Sachsenweg ist mit der Wegzeichen-Markierung  S  gekennzeichnet.